# Lars Lagerbäck
Lars Lagerbäck (* 16. Juli 1948 in Katrineholm) ist ein schwedischer Fußballtrainer. Er ist vor allem durch seine Tätigkeit als Trainer der schwedischen und der isländischen Nationalmannschaft bekannt. Zuletzt war er Trainer der norwegischen Nationalmannschaft.

## Werdegang

### Spielerkarriere und Anfänge als Vereinstrainer
Als aktiver Spieler spielte Lagerbäck nie höher als in der dritten schwedischen Liga. Seine erste Station war zwischen 1960 und 1969 Gimonäs CK, anschließend spielte er von 1970 bis 1974 bei Alby FF. Nach dem Ende seiner Zeit als Aktiver wurde er Trainer bei den ebenfalls unterklassigen Vereinen Kilafors IF, Arbrå BK und Hudiksvalls ABK.

### Zeit als Verbands- und Nationaltrainer
Nach seiner Zeit als Trainer bei Vereinsmannschaften wechselte Lagerbäck 1990 zum schwedischen Fußballverband und war dort bis 1995 Trainer der schwedischen U-21 und im Anschluss von 1996 bis 1997 Trainer der B-Nationalmannschaft. 1997 wurde er dann Assistent von Tommy Söderberg, der das schwedische Nationalteam trainierte. 2000 wurde er gleichberechtigter Partner von Söderberg und bildete mit ihm gemeinsam ein Trainerduo. Zusammen mit Söderberg betreute er Schweden bei der WM 2002 und der EM 2004. Nach der EM trat Söderberg von seiner Stelle zurück, sodass Lagerbäck fortan die schwedische Nationalelf als alleiniger Cheftrainer führte.
Lagerbäck qualifizierte sich mit Schweden für die Weltmeisterschaft 2006 und somit erneut für ein großes Turnier. Als Zweiter in der Gruppe mit England, Trinidad und Tobago sowie Paraguay trafen die Schweden im Achtelfinale auf Deutschland und schieden nach einer 2:0-Niederlage aus dem Turnier aus. Lagerbäcks lockerer Umgang mit dem Ausscheiden führte in Schweden zu Rücktrittsforderungen. Er blieb jedoch weiterhin im Amt und erreichte mit der Auswahl die Europameisterschaft 2008, so dass die Nationalmannschaft erstmals in ihrer Geschichte an fünf aufeinanderfolgenden Turnieren teilnahm. Daraufhin verlängerte der Verband seinen Vertrag bis 2010.
Die Qualifikation zur Weltmeisterschaft 2010 gestaltete sich für Lagerbäcks Mannschaft durchwachsen. Zwar verlor die Landesauswahl nur ihre beiden Spiele gegen den späteren Gruppensieger Dänemark, belegte jedoch letztlich nach drei weiteren Unentschieden hinter Portugal den dritten Platz und verpasste somit die Endrundenteilnahme. Für diesen Fall hatten Lagerbäck und sein Assistent Roland Andersson vor dem abschließenden Gruppenspiel gegen Albanien ihren Rücktritt angekündigt.
Ende Februar 2010 übernahm Lagerbäck das Traineramt bei der nigerianischen Nationalmannschaft. Nach der WM endete sein Engagement in Nigeria.
Am 14. Oktober 2011 übernahm Lagerbäck die isländische Nationalmannschaft. Zuvor war er auch als heißer Kandidat für den Nationaltrainerposten Österreichs gehandelt. Er führte zusammen mit Heimir Hallgrímsson, der zunächst sein Co-Trainer und ab 2013 gleichberechtigter Nationaltrainer war, die Isländer zur Europameisterschaft 2016 und damit ihrer ersten Teilnahme bei einem großen Fußballturnier. Dabei schalteten sie in der Qualifikation den WM-Dritten Niederlande aus. Bei der Endrunde konnten sie zudem im Achtelfinale England mit 2:1 ausschalten, gegen das die Isländer noch nie gewonnen hatten. Im Viertelfinale, bei dem er zum 200. Mal als Nationaltrainer bei einem Länderspiel auf der Bank saß, scheiterten die Isländer aber mit 2:5 an Gastgeber Frankreich. Damit endete seine Tätigkeit als isländischer Nationaltrainer, Lagerbäck ließ aber offen was er als Nächstes machen werde.
Im Januar 2017 wurde Lagerbäck Trainer der norwegischen Nationalmannschaft. Nach dem Aus im Play-off-Halbfinale der Qualifikation für die EM 2021 gegen Serbien am 8. Oktober bot er seinen Rücktritt an. Er betreute die Mannschaft dann aber noch bei den restlichen drei Spielen der UEFA Nations League 2020/21. Durch ein 1:1 im letzten Spiel gegen Österreich und eine 0:3-Niederlage am Grünen Tisch gegen Rumänien, da die Norweger wegen positiver COVID-19-Fälle nicht antreten konnten, verpassten sie den Gruppensieg und damit den Aufstieg in die Liga A. Am 3. Dezember ernannte der norwegische Fußballverband Ståle Solbakken zum neuen Nationaltrainer.